# Hienadź Karpienka
Hienadź Karpienka (belarusiska: Генадзь Карпенка), eller Gennadi Karpenko (ryska: Геннадий Карпенко), född 17 september 1949, död 6 april 1999, var en belarusisk vetenskapsman och oppositionspolitiker till president Alexandr Lukasjenko. Han var styrelsemedlem i Belarus Enade Medborgarparti innan han avled under mystiska omständigheter.

## Biografi
Hienadz Karpienka föddes i Minsk år 1949 och gjorde sig ett namn som vetenskapsman efter att ha doktorerat i materialteknik. Han skapade 50 uppfinningar som implementerades i 15 länder. Därefter blev Karpienka styrelsemedlem i Belarus Enade Medborgarparti som opposition till Lukasjenko.
År 1996 tog Karpienka initiativet till att försöka ställa Lukasjenka inför riksrätt, dock utan att lyckas. År 1998 var Karpienka ordförande för en ledande oppositionell skuggregering i Belarus. Han ansågs vara ledaren för den belarusiska oppositionen och som organisationens mest troliga kandidat för det kommande presidentvalet.

## Mystisk död
Den 31 mars 1999 fördes Karpienka till sjukhus i Minsk med en hjärnblödning. Den 1 april opererades han, men återfick inte medvetandet. Han dog den 6 april klockan sju på morgonen.
Karpienkas död var mycket oväntad då han inte hade någon historia av relaterade hälsoproblem. En månad efter Karipenkas död kidnappades oppositionspolitikern Juri Zacharanka som var en nära vän och kollega till Karpienka. Några månader senare inträffade samma sak för en annan av Karpienkas nära kollegor, Viktar Hantjar. Många regimkritiker, inklusive Karpienkas familj, hävdar att det finns en koppling mellan dessa händelser. I september 2004 utfärdade Europeiska unionen och USA reseförbud för fem belarusiska tjänstemän som misstänks vara inblandade i kidnappningen av flera regimkritiker: inrikesminister Vladimir Naumov, generalåklagaren Viktar Sheiman, minister för sport och turism Juri Sivakov samt överste Dmitrij Pavlichenko.